# Fotogramas de Plata 2020
La 70a cerimònia de lliurament dels Fotogramas de Plata 2020, lliurats per la revista espanyola especialitzada en cinema Fotogramas, van tenir lloc el 15 de novembre de 2021 al Casino de Madrid, coincidint amb el 75è aniversari de la fundació de la revista. La cerimònia fou presentada per Paula Usero i la votació dels premiats, elaborada per 58 crítics de cinema, va finalitzar el 30 de juny de 2021. La cerimònia fou patrocinada per Campari, Sisley i Netflix.

## Candidatures

### Millor pel·lícula espanyola
| Pel·lícula | Director       | Resultat   |
| ---------- | -------------- | ---------- |
| Las niñas  | Pilar Palomero | Guanyadora |

### Millor pel·lícula estrangera
| Pel·lícula | Director      | Resultat   |
| ---------- | ------------- | ---------- |
| Mank       | David Fincher | Guanyadora |

### Millor actriu de cinema
| actriu                | Pel·lícula            | Resultat  |
| --------------------- | --------------------- | --------- |
| Patricia López Arnaiz | Ane                   | Candidata |
| Candela Peña          | La boda de Rosa       | Candidata |
| Blanca Suárez         | El verano que vivimos | Guanyador |

### Millor actor de cinema
| Actor           | Pel·lícula     | Resultat  |
| --------------- | -------------- | --------- |
| Javier Cámara   | Sentimental    | Candidat  |
| Mario Casas     | No matarás     | Guanyador |
| David Verdaguer | Uno para todos | Candidat  |

### Millor actor de televisió
| Actor            | Sèrie de televisió | Resultat  |
| ---------------- | ------------------ | --------- |
| Eduard Fernández | 30 monedas         | Guanyador |
| Álex García      | Antidisturbios     | Candidat  |
| Arón Piper       | Élite              | Candidat  |

### Millor actriu de televisió
| Actriu          | Sèrie de televisió  | Resultat  |
| --------------- | ------------------- | --------- |
| Maggie Civantos | Vis a Vis: El Oasis | Candidata |
| Itziar Ituño    | La casa de papel    | Candidata |
| Vicky Luengo    | ''Antidisturbios    | Guanyador |

### Millor actriu de teatre
| Actriu               | Muntatge     | Resultat  |
| -------------------- | ------------ | --------- |
| Irene Arcos          | Traición     | Candidat  |
| Nathalie Poza        | Prostitución | Guanyador |
| Aitana Sánchez-Gijón | Juana        | Candidata |

### Millor actor de teatre
| Actor/Companyia | Muntatge                          | Resultat  |
| --------------- | --------------------------------- | --------- |
| Asier Etxeandía | La Transfiguración del Mastodonte | Candidat  |
| Daniel Grao     | La máquina de Turing              | Guanyador |
| Jaime Llorente  | Matar cansa                       | Candidat  |

### Tota una vida
| Intèrpret      | Resultat   |
| -------------- | ---------- |
| Concha Velasco | Guanyadora |

### Millor sèrie espanyola segons els lectors
| Candidata      | Resultat  |
| -------------- | --------- |
| Veneno         | Guanyador |
| Antidisturbios | Candidata |
| Patria         | Candidata |

### Millor pel·lícula espanyola segons els lectors
| Candidata                                           | Resultat  |
| --------------------------------------------------- | --------- |
| La boda de Rosa                                     | Candidata |
| Las niñas                                           | Candidata |
| Padre no hay más que uno 2: La llegada de la suegra | Guanyador |